# Georges Speicher

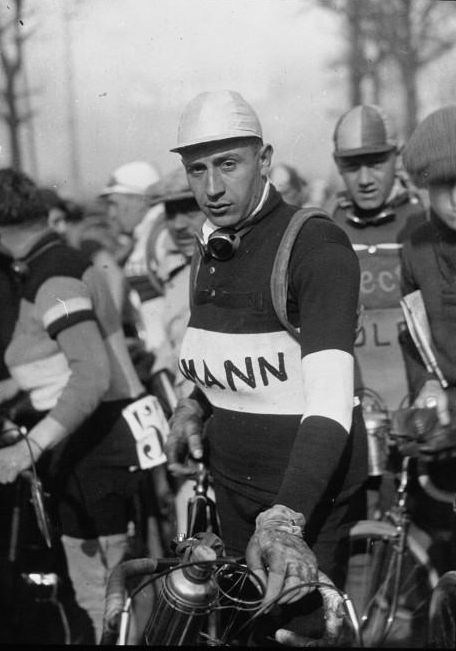
Georges Speicher (1932)

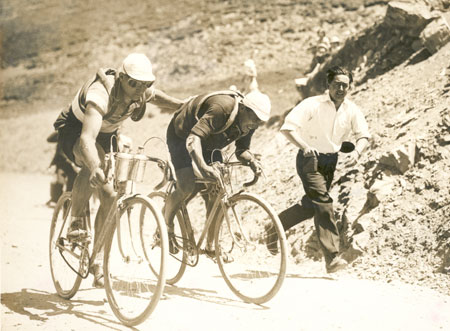
Speicher (l.) mit André Leducq bei der Tour de France 1933

Georges Speicher (* 8. Juni 1907 in Paris; † 24. Januar 1978 in Maisons-Laffitte) war ein französischer Radrennfahrer. 
Im Alter von 18 Jahren war Speicher noch als Lieferant mit dem Fahrrad unterwegs, ehe er sich dem Vélo-Club de Levallois anschloss. Mit dem Spitznamen Le Dandy gewann er 1933 die Tour de France. Dabei wurde er von einer französischen Mannschaft unterstützt, in der auch mehrere spätere Toursieger fuhren. Mit dem Gewinn der Weltmeisterschaft im gleichen Jahr gelang ihm als erster Fahrer das Double. 1935 siegte er in den Eintagesrennen Paris–Angers und Paris–Rennes.
Anschließend konnte Speicher an sein erfolgreiches Jahr 1933 nicht mehr anknüpfen. Bei seinen letzten drei Tour-Teilnahmen erreichte er nicht das Ziel. 1935, 1937 und 1939 wurde er französischer Meister im Straßenrennen.

## Erfolge
- Sieg bei der Tour de France 1933.
- Weltmeister (1933)
- Französischer Meister (1935, 1937, 1939)
- Sieg bei Paris–Roubaix (1936)

### Klassierungen bei der Tour de France
- 1932: 10. Rang
- 1933: 1. Rang (3 Etappensiege)
- 1934: 11. Rang (5 Etappensiege)
- 1935: 6. Rang (1 Etappensieg)
- 1936: aufgegeben
- 1937: aufgegeben
- 1938: aufgegeben